# Burpengary Creek
Burpengary Creek är ett vattendrag i Australien. Det ligger i delstaten Queensland, omkring 33 kilometer norr om delstatshuvudstaden Brisbane.
I omgivningarna runt Burpengary Creek växer huvudsakligen savannskog. Genomsnittlig årsnederbörd är 1 434 millimeter. Den regnigaste månaden är januari, med i genomsnitt 283 mm nederbörd, och den torraste är oktober, med 22 mm nederbörd.